# قضية اليوم (فلم)
قضية اليوم فيلم مصري من إنتاج عام 1943، بطولة أنور وجدي وعقيلة راتب، إخراج كمال سليم.

## فريق العمل
- أنور وجدي
- عقيلة راتب
- بشارة واكيم
- فردوس محمد
- عباس فارس
- ماري منيب

## روابط خارجية
- قضية اليوم على موقع الدهليز
- قضية اليوم على موقع قاعدة بيانات الأفلام العربية